# Leon Sculy Logothetides
Leon Sculy Logothetides (cunoscut și ca Sculy Logotheti sau numai Sculy, uneori scris și Scully sau, eronat, ca Scully-Logothely) (n. 1853, Piatra Neamț – d. 6 aprilie 1912, Iași) a fost un medic chirurg român, deputat, profesor la Facultatea de Medicină din Iași, unul din întemeietorii școlii de chirurgie ieșene.

## Biografie
Leon Sculy descinde dintr-o familie cu origini din Grecia, părinții săi fiind banul Sculy Logothetides (Sculy fiind prenumele, transformat în nume în generația următoare), boier de rang mic instalat la Piatra Neamț, și Caliopi Caraghioz. A avut un frate, avocatului Vasile Sculy (1844 - 1918), deputat și senator, căsătorit cu Sofia Exarhu, și o soră, Cleopatra.
Leon Sculy a urmat studiile liceale la Paris și cele de medicină la Facultatea de Medicină din Montpellier, cea mai veche facultate de medicină din Franța, și la Facultatea de Medicină din Paris. Obține doctoratul în medicină în 1879 după care se întoarce la Iași și este numit, în același an, profesor de anatomie și histologie la nou înființata Facultate de Medicină, susținând cursul inaugural de anatomie pe 1/13 decembrie 1879. A fost primul decan al Facultății de Medicină. Se formează ca chirurg în clinica profesorului Ludovic Russ senior și este numit profesor de chirurgie în 1881, înființând a II-a Clinică de chirurgie unde abordează chirurgia abdominală și toraco-pulmonară, dar și neurochirurgia, fiind precursorul acestei specialități. A introdus asepsia și antisepsia precum și radiologia la spitalul „Sf. Spiridon”. A format chirurgi precum Ernest Juvara, Ion Tănăsescu, Paul Anghel și Nicolae Hortolomei.